# Toradora!
Toradora! (とらドラ!) là một bộ light novel tiếng nhật được viết bởi Takemiya Yuyuko, với Yasu vẽ minh họa. Loạt tiểu thuyết gồm mười cuốn được phát hành từ 10 tháng 3 năm 2006 đến 10 tháng 3 năm 2009, được xuất bản bởi ASCII Media Works dưới ấn phẩm Dengeki Bunko. Ba tập của light novel spin-off cũng được xuất bản, với tiêu đề Toradora Spin-off!. Một bộ manga thích nghi bởi Zekkyō bắt đầu đăng trong ấn bản tháng 9 năm 2007 của tạp chí shōnen manga Dengeki Comic Gao!, được xuất bản bởi MediaWorks. Bộ truyện đã kết thúc trong "Dengeki Comic Gao!" với ấn bản Tháng 3 năm 2008, nhưng vẫn tiếp tục xuất bản trong tạp chí manga của ASCII Media Works "Dengeki Daioh" với ấn bản tháng 5 năm 2008.
Một chương trình Internet radio được phát sóng từ tháng 9 năm 2008 đến tháng 5 năm 2009 do Animate TV tổ chức. Một bộ anime thích nghi dài 25 tập được sản xuất bởi J.C.Staff phát sóng tại Nhật trên kênh TV Tokyo vào giữa tháng 10 năm 2008 và tháng 3 năm 2009. Một hộp đĩa Blu-ray (BD) có chứa một tập phim hoạt hình gốc được phát hành vào 21 tháng 12 năm 2011. NIS America cấp phép anime và phát hành nó ở Bắc Mỹ thành 2 bộ sưu tập DVD nửa mùa phim vào tháng 7 và tháng 8 năm 2010, với một bộ sưu tập BD phụ đề Tiếng Anh được phát hành vào tháng 7 năm 2014. Một bộ visual novel dựa trên loạt phim được phát hành vào tháng 4 năm 2009 bởi Namco Bandai Games cho PlayStation Portable.
Tiêu đề Toradora! có nguồn gốc từ tên của hai nhân vật chính Aisaka Taiga and Takasu Ryūji. Taiga đọc gần giống Tiger - con hổ, tiếng Nhật gọi là tora (とら), trong khi Ryū có nghĩa là rồng, phiên âm của từ tiếng Anh dragon (rồng) sang tiếng Nhật là doragon (ドラゴン).

## Cốt truyện
Takasu Ryuji luôn lo toan mọi việc trong gia đình còn mẹ anh, Takasu Yasuko thì cứ đi đâu đâu đến khuya lơ khuya lắc mới về, lại còn ngủ nướng nữa chứ, cộng thêm cái tính hơi trẻ con và ngây thơ, Yasuko chắc hẳn là người mẹ "tệ nhất" trong lịch sử anime rồi. Cơ mà đừng trông mặt mà bắt hình dong nhé! Sau khi cha của Ryuji qua đời, Yasuko đã phải đảm nhiệm vai trò như một người cha trong gia đình vậy. Cô làm hai công việc cùng một lúc, đến nỗi đến tận khuya mới về trong tình trạng mệt mỏi, tất cả là vì để Ryuji tập trung vào việc học, vì tương lai của con trai. Có lần, Yasuko đã rất tức giận và buồn vì Ryuji cố tìm việc làm thêm, vì cô muốn mình có thể chu cấp tốt mọi bề cho con trai mình. Qua việc làm của Yasuko, ai cũng có thể thấy được cô là một người mẹ tuyệt như thế nào rồi nhỉ!
Tuy nhiên, Takasu Ryuji vẫn rất thất vọng khi cố gắng hết sức để vào năm hai cao trung. Mặc dù anh có tính cách hiền lành, nhưng đôi mắt của anh hay làm mọi người hiểu nhầm thành một tên tội phạm. Anh rất vui khi được học cùng lớp với người bạn thân nhất của mình Kitamura Yusaku, và người con gái anh thích, Kushieda Minori. Tuy nhiên, anh bất ngờ chạy và va phải "động vật nguy hiểm nhất của trường"— Aisaka Taiga— người là bạn thân nhất của Minori. Taiga có thái độ tiêu cực đối với người khác và có thói quen đấm một cách bạo lực vào họ. Cô ấy ghét Ryuji ngay sau đó, và hóa ra cô đang sống trong một căn hộ bên phải nhà Ryuji đang sống. Khi Ryuji phát hiện ra rằng Taiga thích Yusaku, và Taiga cũng phát hiện ra rằng Ryuji có tình cảm với Minori, hai người họ sắp xếp để giúp đỡ người kia ở gần người thương của nhau.
Trong suốt cả se-ri, Ryuji và Taiga cố gắng thiết lập các tình huống lãng mạn để giúp đỡ người kia tìm hiểu người tình của họ, nhưng hầu hết các tình huống đều không thành công. Đám bạn cùng lớp dần nhận ra rằng họ dành nhiều thời gian ở bên nhau, điều này dẫn tới tin đồn rằng họ là một cặp đôi. Mặc dù Ryuji và Taiga cố gắng xua tan những tin đồn, nhưng dần dần họ thấy họ thích phối hợp cùng nhau, Taiga thường xuyên ghé thăm nhà Ryuji để ăn chung, và Ryuji quét nhà cho Taiga và đưa cô đến trường. Họ gặp bạn thời thơ ấu của Yusaku là Kawashima Ami, một người mẫu tuổi teen nổi tiếng vừa chuyển đến trường của mình. Cô ấy có vẻ thân thiện, nhưng thực chất cô là một đứa trẻ hư hỏng, và cô ấy nhanh chóng thấy mình có mâu thuẫn với Taiga. Mặc dù vậy, Taiga cố gắng đưa ra những phản ứng của mình khi Yusaku muốn tất cả họ cùng hòa giải, và Ami bắt đầu nhận ra rằng mình thích Ryuji.
Một kẻ với bề ngoài dữ tợn, một kẻ luôn dùng hành động bạo lực để giải quyết mọi chuyện, cả 2 luôn là những thành phần bị xa lánh ở chốn trường học. Ngay từ lần va chạm đầu tiên cả 2 đã không tránh khỏi sự xô xát, để rồi tiếp xúc đến câu chuyện của nhau, họ đã trở thành những người bạn không thể thiếu và cùng nhau "tán tỉnh" được bạn thân của đối phương. Một câu chuyện vô cùng buồn cười về 1 đứa ăn bám và 1 tên nhu nhược, luôn quan tâm giúp đỡ lẫn nhau để rồi tự lừa dối tình cảm của bản thân.
Bộ truyện kể về cuộc đời của những người bạn này và mối quan hệ giữa Ryuji và Taiga đã nảy nở như thế nào. Tính cách tsundere dữ dằn đáng sợ của cô nàng nhỏ bé Taiga hoàn toàn trái ngược với anh chàng Ryuuji hiền lành, tử tế. Tình cảm của họ ngày càng sâu đậm hơn khi họ mở tấm lòng mình với nhau. Thay vì tìm cách thay đổi người kia theo ý mình, Taiga và Ryuuji đã cố gắng học cách để chấp nhận nhau. Điều đó đã làm cuộc tình của họ đẹp hơn bao giờ hết.

## Nhân vật

### Nhân vật chính

Các nhân vật chính của Toradora! (từ trái sang phải): Ryuji, Yusaku, Taiga, Minori, và Ami.

Takasu Ryūji (高須 竜児)
Lồng tiếng bởi: Majima Junji
Dù có vẻ ngoài đáng sợ với cặp mắt "chết" khiến cho nhiều người trên trường ai ai cũng phải né tránh, Ryuji là 1 chàng trai không chỉ tốt tính và tốt cả trong việc nội trợ và nhiều tài lẻ khác. Sống sạch, lành mạnh, quan tâm người khác và luôn sẵn sàng làm ô sin cho Taiga trong suốt thời gian dài và đó cũng chính là điều đã khiến cho Taiga phải lòng cậu sau một thời gian dài gắn bó (đúng hơn là ăn chực).
Aisaka Taiga (逢坂 大河)
Lồng tiếng bởi: Kugimiya Rie
Là định nghĩa rõ ràng nhất cho cụm từ Tsundere, nhắc đến Taiga, người ta sẽ nhớ ngay đến một cô nàng sáng nắng chiều mưa, bà chằn và bạo lực. Xuất hiện với ngoại hình nhỏ nhắn dễ thương và bộ mặt thiên sứ, nhưng Taiga lại nổi tiếng dữ dằn, không giỏi gì ngoài việc đánh nhau. Với biệt danh "Hổ thủ", cô luôn khiến bạn bè cùng trường phải nể sợ. Tuy nhiên, mỗi tập phim đi qua người xem lại phát hiện thêm những nét tính cách thú vị khác của cô nàng. Một người hết sức lóng ngóng vụng về, dễ dàng lúng túng không nói nên lời trước người mình thích. Một cô bạn gái tốt bụng hết lòng vun đắp cho tình cảm của bạn thân. Một trái tim đơn độc dễ bị tổn thương nhưng luôn tỏ ra mạnh mẽ ngang bướng trước mọi hoàn cảnh.
Kushieda Minori (櫛枝 実乃梨)
Lồng tiếng bởi: Horie Yui
Minori là một bạn cùng lớp tóc đỏ vui vẻ, là người Ryuji thích ban đầu và là bạn thân nhất của Taiga. Cô là đội trưởng câu lạc bộ bóng mềm nữ. Đôi khi cô ấy có xu hướng ngu ngốc, mặc dù sau đó người ta tiết lộ rằng cô rất nhạy cảm và chăm chỉ, là một trong số ít người nhìn thấy Ryuji vì tính cách hiền lành của anh, và cũng không bị bề ngoài của Ami đánh lừa. Khi nghe tin đồn Ryuji và Taiga là một cặp, cô đã kéo cả hai sang một bên và cầu xin Ryuji hãy chăm sóc Taiga thật tốt. Cô làm nhiều công việc bán thời gian để giữ cho mình bận rộn. Cô thích ăn uống, từng làm cả một xô pudding, và hợp tác với Taiga với tư cách là một "chiến binh ăn kiêng" đang gặp khó khăn. Cô có khả năng nấu ăn và dọn dẹp nhờ công việc bán thời gian cũng như chăm sóc em trai trong khi cả bố mẹ cô đều đi làm. Cô bị mê hoặc bởi những hồn ma và hy vọng một ngày nào đó sẽ gặp được chúng, và một lần, cô thổ lộ cảm xúc của mình về tình yêu với Ryuji.
Kitamura Yūsaku (北村 祐作)
Lồng tiếng bởi: Nojima Hirofumi
Yusaku là bạn cùng lớp của Ryuji và ban đầu là người bạn duy nhất của anh ấy. Anh là phó chủ tịch hội học sinh, lớp trưởng và đội trưởng câu lạc bộ bóng mềm nam. Yusaku đeo kính và có tính cách siêng năng. Mặc dù cho rằng mình kém trong việc nói chuyện với các cô gái nhưng Ryuji nhận thấy rằng Yusaku thực sự khá nổi tiếng với họ. Khi Taiga tỏ tình với anh, anh tiết lộ rằng anh thực sự đã tỏ tình với Taiga một năm trước vì cô quá xinh đẹp nhưng bị từ chối. Mặc dù không tham gia vào các hoạt động của hội học sinh, Yusaku thể hiện một tính cách lập dị như được thể hiện trong một chương thưởng khi anh chơi trò chơi bài Tổng thống mà không có bất kỳ manh mối nào về luật lệ, và câu chuyện về chuyến du lịch mùa hè khi anh ấy chỉ quấn một chiếc khăn tắm xung quanh và ngẫu nhiên chụp ảnh các cô gái. Trong phần sau, người ta tiết lộ rằng anh đã phải lòng chủ tịch hội học sinh Sumire Kanō, nhưng quá chán nản trước sự ra đi của cô nên anh đã tẩy tóc. Biệt danh của anh ấy là "Maruo".
Kawashima Ami (川嶋 亜美)
Lồng tiếng bởi: Kitamura Eri
Ami là bạn thời thơ ấu của Yusaku, người chuyển vào lớp của anh ấy vào giữa năm thứ hai trung học. Cô hiện đang làm người mẫu thời trang và rất được các chàng trai, cô gái yêu thích. Tuy nhiên, đằng sau vẻ ngoài đó là một cô nhóc hư hỏng luôn coi thường mọi người mà cô không cố gắng gây ấn tượng. Yusaku hy vọng rằng Ami sẽ thành thật với tính cách thật của mình và không có bản chất hai mặt như vậy. Cô nảy sinh sự cạnh tranh gay gắt với Taiga và tán tỉnh Ryuji để chứng minh cách cô có thể dễ dàng thao túng anh. Tuy nhiên, Ryuji và các nhân vật chính khác đều nhận thức được bản chất thực sự của cô. Trong cốt truyện khi cô ấy đang cố gắng trốn tránh một kẻ stalker, cuối cùng cô phải phụ thuộc vào Ryuji và Taiga, mặc dù sau này đã tống tiền cô ấy bằng cách sử dụng cảnh Ami hát và đọc thuộc lòng danh sách Pokémon. Sau khi nhìn thấy Taiga đứng lên chống lại kẻ theo dõi, cô ấy hạ vẻ ngoài ngọt ngào của mình xuống trước mặt Ryuji để cho tên stalker đó một trận, và sau đó hỏi Ryuji liệu anh ấy có yêu con người thật của mình không. Taiga hay gọi cô là chihuahua ngu ngốc, mặc dù Ami không biết cách mô tả nó kiểu thế nào. Cô ấy xuất thân từ một gia đình giàu có; gia đình cô có một ngôi nhà nghỉ dưỡng xa hoa mà cô sẽ đưa Ryuji (và cả nhóm) vào mùa hè. Cô ấy thường dễ dàng hiểu được cảm xúc của người khác nên thường xuyên trêu chọc mọi người vì sự ngây thơ. Trong suốt bộ truyện, cô bị thu hút bởi Ryuji mặc dù thường xuyên trêu chọc anh.

### Nhân vật phụ
Takasu Yasuko (高須 泰子)
Lồng tiếng bởi: Ōhara Sayaka
Mẹ của Ryuji là một tiếp viên làm việc ban đêm tại một quán bar. Cô ấy hành động trẻ con và giống như một kẻ ngu ngốc, phụ thuộc vào việc nấu ăn và dọn dẹp của Ryuji. Người ta thường thấy cô gặp rắc rối với bà chủ nhà vì bất cứ điều gì tai quái xảy ra trong căn hộ của họ. Cô tự hào vì Ryuji có thể học trung học, điều mà cô không thể hoàn thành. Ban đầu cô tuyên bố rằng chồng cô đã chết trước khi anh được sinh ra, nhưng sau đó được tiết lộ rằng thay vào đó anh đã bỏ rơi cô ấy. Cô ngay lập tức có cảm tình với Taiga và đối xử với cô ấy như một thành viên trong gia đình
Koigakubo Yuri (恋ヶ窪 ゆり)
Lồng tiếng bởi: Tanaka Rie
Yuri là giáo viên chủ nhiệm của Ryuji. Cô có tiếng là hay kể những câu chuyện dài khiến lớp trưởng Kitamura dừng lại ngay để giải tán lớp. Cô ấy thích làm mọi việc theo tốc độ của riêng mình và rụt rè trước cách nói chuyện của Taiga. Trong tập thứ năm của light novel, cô ấy lo lắng về việc có một mối quan hệ dẫn đến kết hôn trước khi bước sang tuổi 30, nhưng khi sinh nhật đó đến, cô phát triển một tính cách vặn vẹo và trầm cảm, điều này càng trở nên trầm trọng hơn mỗi khi Taiga đề cập rằng cô ấy độc thân.
Haruta Kōji (春田 浩次)
Lồng tiếng bởi: Yoshino Hiroyuki
Kōji là bạn cùng lớp của Ryuji và có mái tóc dài. Anh ta bị coi là 'thằng ngốc' của lớp và quan điểm đó càng trở nên sâu sắc hơn bởi điểm học kém và hành vi quá năng động. Những trò đùa trẻ con của anh thường nhắm vào Taiga và kết quả là anh trở thành nạn nhân của những cơn bộc phát bạo lực của cô. Bất chấp hành vi quá năng động của mình, ở phần sau của bộ truyện, anh được tiết lộ là đã có bạn gái.
Noto Hisamitsu (能登 久光)
Lồng tiếng bởi: Okitsu Kazuyuki
Hisamitsu là một nam sinh trong lớp Ryuji đeo kính. Anh ấy cũng học cùng lớp với Ryuji năm trước và có quan hệ tốt với anh. Anh ấy được nhìn thấy lần đầu tiên trong kịch bản khởi động bóng rổ khi anh ấy bắt cặp với Minori. Noto bắt đầu nảy sinh tình cảm với Maya Kihara sau cuộc tranh cãi giữa họ trong chuyến đi trượt tuyết mùa đông của lớp.
Kihara Maya (木原 麻耶)
Lồng tiếng bởi: Nonaka Ai
Maya là bạn cùng lớp hấp dẫn của Ryuji và thường đi chơi với Nanako. Cô ấy là kogal và là trung tâm của 'nhóm nổi bật' gồm các nữ sinh lớp 2-C. Cô ấy kết hợp với Yusaku trong trận khởi động bóng rổ. Cô phải lòng Yusaku, và cô phản đối kịch liệt ý tưởng Taiga và Yusaku là một cặp, đồng thời muốn Taiga và Ryuji ở bên nhau.
Kashii Nanako (香椎 奈々子)
Lồng tiếng bởi: Ishikawa Momoko
Nanako là một học sinh nữ cùng lớp với Ryuji, cô thường đi chơi với Maya và Ami.
Kanō Sumire (狩野 すみれ)
Lồng tiếng bởi: Kaida Yūko
Sumire là chủ tịch hội học sinh. Cô ấy có một tính cách mạnh mẽ và truyền cảm hứng cho các học sinh đi theo cô ấy. Cha mẹ cô sở hữu một siêu thị. Vì cô luôn đạt điểm cao nhất lớp mỗi năm nên bài vở của cô trở thành một trong những giải thưởng được săn lùng trong sự kiện lễ hội trường. Khi cô nói với hội đồng rằng cô dự định nghỉ học sớm để sang Mỹ du học để trở thành phi hành gia, Yusaku rất đau lòng nên đã nhuộm tóc và rời khỏi hội học sinh. Sau đó, khi anh thú nhận tình yêu của mình với cô trước toàn trường, cô đã đẩy anh ra. Sau khi chiến đấu với Taiga, cô tiết lộ rằng cô ấy thực sự yêu Kitamura nhưng không nói với anh vì sợ rằng anh ấy sẽ đuổi theo mình đến Mỹ.
Tomiie Kōta (富家 幸太)
Lồng tiếng bởi: Okamoto Nobuhiko
Kōta là học sinh năm nhất và là nhân vật chính trong Toradora Spin-off!. Nói chung anh ấy không hài lòng về cuộc sống của mình. Anh làm việc trong hội học sinh về các vấn đề chung và đạt điểm cao. Khi nhìn thấy lần đầu tiên, anh ấy đã hoàn toàn hiểu nhầm thuật ngữ "Palmtop Tiger" ám chỉ điều gì và nảy sinh tình cảm điên cuồng với Taiga. Sau đó anh nảy sinh tình cảm với Sakura và cuối cùng thành công trong việc bắt đầu mối quan hệ lãng mạn với cô ấy.

## Các bản chuyển thể

### Light novel
Toradora! bắt đầu là một loạt light novel do Yuyuko Takemiya viết và Yasu vẽ. Mười cuốn light novel đã được ASCII Media Works xuất bản dưới nhà xuất bản Dengeki Bunko của họ từ ngày 10 tháng 3 năm 2006 đến ngày 10 tháng 3 năm 2009. Có bốn chương bổ sung không được tập hợp thành tập; ba trong số đó xuất hiện trong ba tuyển tập light novel riêng biệt do MediaWorks phát hành vào tháng 11 năm 2006, tháng 3 năm 2007 và tháng 11 năm 2007, và chương cuối cùng mang tên Toradora! đi kèm với một con thú nhồi bông hình hổ sang trọng được phát hành lần đầu tiên vào tháng 4 năm 2007. Seven Seas Entertainment đã cấp phép cho bộ truyện ở Bắc Mỹ, phát hành tập đầu tiên vào năm 2018 và tập cuối cùng vào năm 2020.
Ba tập spin-off của bộ truyện thông thường có tựa đề Toradora Spin-off! (とらドラ・スピンオフ!) cũng được tạo ra. Tập đầu tiên của loạt spin-off này được phát hành vào ngày 10 tháng 5 năm 2007 và bao gồm bốn chương, ba trong số đó đã được đăng nhiều kỳ trên tạp chí light novel Dengeki hp hiện không còn tồn tại của MediaWorks từ ngày 10 tháng 6 năm 2006 đến ngày 10 tháng 2 năm 2007, và chương cuối được viết đặc biệt để phát hành tập truyện. Một chương duy nhất của bộ truyện phụ, được xuất bản lần đầu vào tháng 2 năm 2006 trên tạp chí Dengeki hp, đã được đưa vào tập thứ hai của bộ tiểu thuyết thông thường. Nhiều chương hơn bắt đầu được đăng nhiều kỳ trên Dengeki Bunko Magazine kế nhiệm của Dengeki hp vào ngày 10 tháng 12 năm 2007. Các chương bổ sung của bộ truyện chính bắt đầu được đăng nhiều kỳ trên cùng một tạp chí vào ngày 10 tháng 4 năm 2008. Tập thứ hai của Toradora Spin-off! được phát hành vào ngày 10 tháng 1 năm 2009, tiếp theo là tập thứ ba vào ngày 10 tháng 4 năm 2010. Tập thứ ba được phát hành để kỷ niệm Năm Dần (2010).

### Manga
Một manga chuyển thể do Zekkyō minh họa bắt đầu được đăng nhiều kỳ trên tạp chí manga shōnen Dengeki Comic Gao! của MediaWorks vào tháng 9 năm 2007. Manga đã kết thúc đăng trên Dengeki Comic Gao! trên số tháng 3 năm 2008, nhưng vẫn tiếp tục đăng trên tạp chí manga Dengeki Daioh của ASCII Media Works từ số tháng 5 năm 2008. Tập tankōbon đầu tiên được phát hành vào ngày 27 tháng 2 năm 2008 dưới dấu ấn Dengeki Comics của ASCII Media Works; tính đến ngày 26 tháng 1 năm 2023, 11 tập đã được phát hành. Nhà xuất bản Bắc Mỹ Seven Seas Entertainment bắt đầu xuất bản bộ truyện bằng tiếng Anh vào ngày 1 tháng 3 năm 2011.

### Chương trình phát thanh trên Internet
Một chương trình radio trên Internet để quảng bá loạt phim hoạt hình và Toradora! khác phương tiện truyền thông có tiêu đề ToradoRadio! (とらドラジオ! , Toradorajio!) đã phát sóng 38 tập từ ngày 4 tháng 9 năm 2008 đến ngày 28 tháng 5 năm 2009 trên Animate TV. Chương trình được phát trực tuyến vào thứ Năm hàng tuần và được tổ chức bởi Junji Majima và Eri Kitamura, những người lần lượt lồng tiếng cho Ryūji Takasu và Ami Kawashima trong anime. Chương trình có sự góp mặt của các diễn viên lồng tiếng bổ sung từ anime với tư cách khách mời.

### Anime
Toradora! loạt phim truyền hình anime lần đầu tiên được công bố trong một quảng cáo quảng cáo cho các cuốn light novel được phát hành dưới nhà xuất bản Dengeki Bunko của ASCII Media Works vào tháng 4 năm 2008. Anime do Tatsuyuki Nagai đạo diễn và hãng phim hoạt hình JCStaff sản xuất. Toradora! gồm 25 tập, được phát sóng từ ngày 2 tháng 10 năm 2008 đến ngày 26 tháng 3 năm 2009 trên kênh TV Tokyo ở Nhật Bản. Các tập phim được phát sóng vào những ngày sau đó trên AT-X, TV Aichi, TV Hokkaido, TV Osaka, TV Setouchi và TVQ Kyushu Broadcasting. Anime được công chiếu lần đầu ở Philippines thông qua TV5 vào ngày 18 tháng 5 năm 2009, là một trong những bộ phim đầu tiên được phát sóng bên ngoài Nhật Bản. Tập tổng hợp DVD đầu tiên, bao gồm bốn tập đầu tiên, được phát hành tại Nhật Bản vào ngày 21 tháng 1 năm 2009, bởi King Records với các phiên bản giới hạn và thông thường. Bảy bộ sưu tập DVD nữa, mỗi bộ gồm ba tập, được phát hành từ ngày 25 tháng 2 đến ngày 26 tháng 8 năm 2009, cũng ở dạng phiên bản giới hạn và thông thường. Bắt đầu từ DVD thứ hai, có thêm các đoạn phim hoạt hình ngắn được đưa vào các tập DVD, Toradora SOS!, trong đó có dàn diễn viên chibi đang thử nhiều món ăn khác nhau. Toradora! anime đã được NIS America cấp phép làm anime đầu tiên. Bộ phim được phát hành dưới dạng hai tập DVD tổng hợp nửa mùa vào đầu tháng 7 và cuối tháng 8 năm 2010.  Bộ hộp đĩa Blu-ray sáu đĩa, phát hành tại Nhật Bản vào ngày 21 tháng 12 năm 2011, có chứa một video gốc tập phim hoạt hình (OVA). Phim được phát sóng ở Ý trên Rai 4 từ ngày 28 tháng 4 đến ngày 13 tháng 10 năm 2011. NIS America đã phát hành lại loạt phim trên Blu-ray vào ngày 1 tháng 7 năm 2014, bao gồm cả OVA chưa phát hành và có lồng tiếng Anh. MVM Films đã cấp phép cho bộ sưu tập Blu-ray ở Vương quốc Anh. Bộ anime được phát trực tuyến trên Netflix vào ngày 1 tháng 8 năm 2020.
Bộ anime sử dụng bốn bản nhạc chủ đề: hai bài chủ đề mở đầu và hai bài chủ đề kết thúc. Bài hát mở đầu đầu tiên là "Pre-Parade" (プレパレード, Pureparēdo) của Rie Kugimiya, Eri Kitamura và Yui Horie.  Bài hát kết thúc đầu tiên là "Vanilla Salt" (バニラソルト, Banira Soruto) của Horie. Đoạn mở đầu thứ hai là "Silky Heart" của Horie,  và đoạn kết thứ hai là "Orange" (オレンジ, Orenji) của Kugimiya, Kitamura và Horie. Nhạc nền của tập 19 là "Holy Night" (ホーリーナイト, Hōrī Naito) do Kugimiya và Kitamura trình bày. Nhạc nền gốc của anime được phát hành vào ngày 7 tháng 1 năm 2009.

### Trò chơi điện tử
Một visual novel được phát triển bởi Guyzware và được Bandai Namco Games xuất bản dựa trên Toradora! có thể chơi được trên PlayStation Portable và được phát hành vào ngày 30 tháng 4 năm 2009. Người chơi sẽ vào vai Ryuji Takasu, nơi anh ta di chuyển quanh trường học và thị trấn, trò chuyện với các nhân vật và hướng tới nhiều kết thúc như một phần của cốt truyện gốc. Trò chơi cũng có một trò chơi nhỏ trong đó người chơi đóng vai Taiga, chống đỡ những chàng trai si tình.
Taiga là một nhân vật điều khiển được trong game nhập vai Dengeki Gakuen RPG: Cross of Venus cho Nintendo DS, phát hành vào ngày 19 tháng 3 năm 2009 tại Nhật Bản. Cô cũng xuất hiện với tư cách là nhân vật khách mời và trang phục tùy chọn cho nhân vật chính trong ZHP Unlosing Ranger VS Darkdeath Evilman của Nippon Ichi Software cho PlayStation Portable. Taiga cũng là một nhân vật điều khiển được trong trò chơi đối kháng Dengeki Bunko: Fighting Climax, với Ryuji là nhân vật hỗ trợ. Cô cũng xuất hiện trong Twinkle Crusaders Starlit Brave được phát hành vào ngày 30 tháng 9 năm 2010.

## Tiếp nhận
Tờ Mainichi Shimbun đưa tin vào tháng 4 năm 2009 rằng hơn 3 triệu bản của bộ light novel này đã được bán ở Nhật Bản. Đến tháng 10 năm 2017, nó đã có hơn 5 triệu bản được lưu hành. Bộ light novel này đã bốn lần được xếp hạng trong sách hướng dẫn light novel Kono Light Novel ga Sugoi! của Takarajimasha được xuất bản hàng năm: thứ sáu vào năm 2007, thứ tư vào năm 2008 và 2010, và thứ hai vào năm 2009. Trong cuộc thi Giải thưởng Light Novel đầu tiên của Kadokawa Shoten được tổ chức vào năm 2007, Toradora! đoạt giải ở hạng mục hài lãng mạn. Tập thứ bảy của Toradora! light novel được Amazon.co.jp xếp hạng bán chạy thứ mười từ tháng 12 năm 2007 đến tháng 11 năm 2008. Tập thứ hai của Toradora! manga được xếp hạng thứ 28 trên bảng xếp hạng Tohan từ ngày 3 đến ngày 9 tháng 3 năm 2009. Taiga Aisaka trở thành nhà vô địch của Giải đấu Anime Saimoe lần thứ tám vào năm 2009. Toradora! anime đã được ban giám khảo giải thưởng của Liên hoan nghệ thuật truyền thông Nhật Bản lần thứ 13 chọn làm tác phẩm đề cử vào năm 2009. Năm 2009, Rie Kugimiya giành giải Nữ diễn viên chính xuất sắc nhất trong Giải Seiyu lần thứ ba một phần nhờ lồng tiếng cho Taiga Aisaka.
Toradora! DVD đầu tiên được xếp hạng thứ 13 trên bảng xếp hạng Oricon DVD từ ngày 20–26 tháng 1 năm 2009. DVD thứ hai được xếp hạng thứ 15 từ ngày 24 tháng 2 đến ngày 2 tháng 3 năm 2009. DVD thứ ba được xếp hạng thứ 27 từ ngày 24 đến ngày 30 tháng 3, 2009. DVD thứ tư được xếp hạng thứ 17 từ ngày 21 đến ngày 28 tháng 4 năm 2009. DVD thứ năm được xếp hạng thứ 7 từ ngày 25 đến ngày 31 tháng 5 năm 2009. DVD thứ sáu được xếp hạng thứ 11 từ ngày 22 đến ngày 28 tháng 6 năm 2009. DVD thứ bảy được xếp hạng thứ 19 từ ngày 20 đến ngày 26 tháng 7 năm 2009. DVD thứ tám được xếp hạng thứ 13 từ ngày 24 đến ngày 30 tháng 8 năm 2009. Stig Høgset của THEM Anime Review khen ngợi anime về cách thức hoạt động của nó "thực sự giải quyết được vấn đề về mối quan hệ mà nó đặt ra thay vì lụi tàn như nhiều chương trình lãng mạn với nhiều cô gái thường làm nhằm cố gắng không khiến mọi người tức giận hoặc thất vọng."  Anh cũng nhận xét Taiga là "cuộc hôn nhân di truyền" của Shana trong Shakugan no Shana và Louise trong Zero no Tsukaima. Tuy nhiên, anh cũng chỉ trích "hành vi liên tục của Taiga, đặc biệt là đối với Ryuji" và lời giới thiệu của cha Taiga trong đó Høgset "cảm thấy rằng toàn bộ câu chuyện đã khiến tôi giật mình".

## Trích dẫn
- ^  "LN" là từ viết tắt của light novel và dùng để chỉ số tập của light novel Toradora!.
- ^  "Ch." và "Vol." là từ viết tắt của chương và tập, đề cập đến manga Toradora!
- ^  "Ep." là từ viết tắt của tập của anime Toradora!